# 探險活寶 (第三季)
美國科學奇幻動畫劇集《探險活寶》第三季於2011年7月11日首播，並於2012年2月13日完結。故事背景設定在「蘑菇戰爭」結束約一千年後的哇賽秘境，主角是人類男孩阿寶和能夠自由伸縮變形的老皮，兩人是好友和養兄弟。第三季主要講述了兩人在哇賽秘境的探險，以及與泡泡糖公主、冰霸王、艾薇爾、腫泡泡公主、嗶莫和火燄公主等人之間發生的故事。
前兩季播出後獲得巨大成功，於是卡通頻道在2010年11月宣佈續訂第三季。第三季於2011年4月基本完成創作，第一集〈口愛大作戰〉於7月11日播出，吸引逾268萬觀眾收看，比上一季首播集有所增長。季終集〈火燄公主〉於2012年2月13日播出，為觀眾引出下一季的故事。第三季中的〈寶妹與皮姊〉一集將故事中的主要角色轉換性別，引入廣受歡迎的寶妹和皮姊兩個角色，收視觀眾數達332萬，創下全劇首播以來的最高紀錄。〈少了什麼〉一集暗示了劇中泡泡糖公主和艾薇爾兩位女性角色之間可能有過一段戀情，獲得觀眾的熱烈反響，但後續的相關事件一度引發爭議。第三季播出後獲得廣泛好評，還獲得影視界和動畫界多個獎項提名。其中〈多謝你〉一集獲得動畫界獎項安妮獎的提名，並參與了奧斯卡最佳動畫短片獎和日舞影展最佳动画短片的角逐；〈太年輕〉一集获得电视界奖项黄金时段艾美奖提名；故事板创作团队成员芮貝卡·薛格也获得一项安妮奖提名。
劇組創作團隊在該季中首次吸收了同人作品的角色設定，整體創作風格也更有獨立漫畫色彩，加入了「奇異的精神元素」。該季由卡通頻道工作室與弗雷德瑞特工作室共同制作，由賴瑞·萊奇力特擔任導演，亞子·卡斯圖埃拉、湯姆·赫皮奇、亞當·穆托、芮貝卡·薛格、傑西·莫納漢、伯特·約恩（Bert Youn）、肯特·奥斯本、索姆雷·瑟亞馮（Somvilay Xayaphone）、潘得頓·沃德和娜塔莎·阿萊格里等人參與編劇和分鏡創作。第三季播出後曾發行數張DVD，收錄了其中部分集數。2014年2月25日首次發行完整第三季的DVD和藍光光碟套裝。

## 开发

### 設定

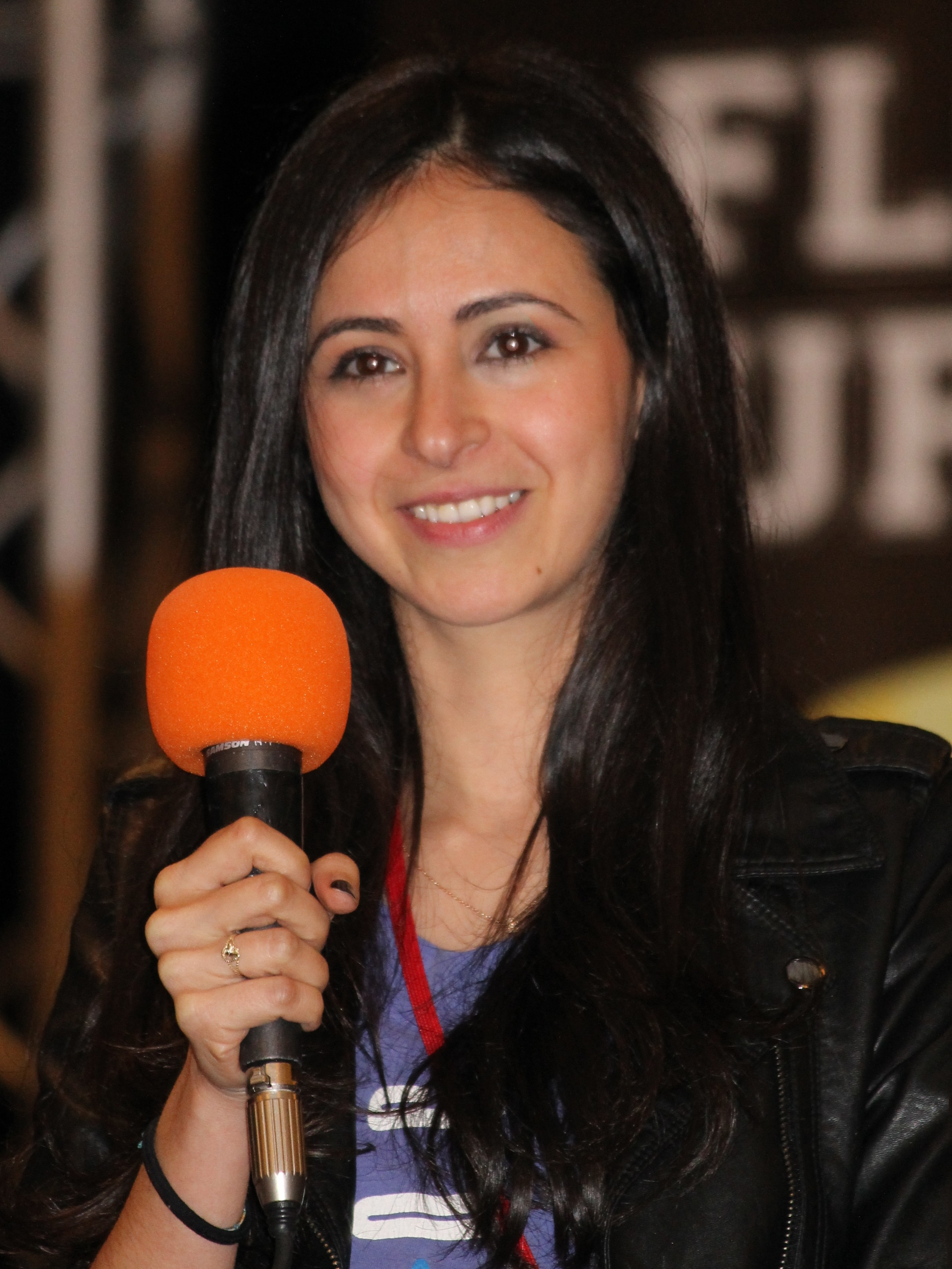
杰西卡·迪西可配音的火燄公主在該季完結集中首次登場

聚焦於阿寶和老皮的冒險故事，並和泡泡糖公主、冰霸王、艾薇爾、腫泡泡公主和嗶莫等人之間的一系列故事。該季中常見的劇情包含：阿寶和老皮發現某種奇怪的生物、與冰霸王戰鬥、或者與怪兽搏鬥幫助他人。这一季首次介绍了艾薇爾和冰霸王的身份背景以及他们过去的经历。阿寶也在〈毛骨悚然〉一集中首次见到自己前世“可可”的靈魂，但其身份并未揭晓，直到第五季才加以對其角色详细介绍。該季中阿寶的感情线索已经明晰，他终于了解自己对泡泡糖公主的感情，但两人最终没能走到一起。他在季終结识了新登场的火燄公主，开始对她暗生情愫。該季的〈少了什麼〉一集还暗示泡泡糖公主与艾薇爾可能曾有过一段恋情。第三季还引入了性转版本的阿寶和老皮——寶妹和皮姊，广受观众欢迎。

### 制作
《探險活寶》由潘得顿·沃德開创，最初仅有一部6分钟长的独立短片，在网络爆红后由卡通频道接手将其制作成完整剧集，于2010年开播。前两季播出后反响热烈。2010年11月29日，卡通频道在第二季播出期间宣布续订第三季。第三季和前两季同为26集，每集约11分钟。制作方弗雷德瑞特工作室在2011年4月6日公布了全季各集的标题和制作代码，其中首播集〈口愛大作戰〉也是最先开始制作的一集。2011年4月，潘得顿·沃德在接受MTV采访时称第三季的故事板已经创作完成，制作团队已经开始着手准备第四季。
第三季第9集〈寶妹與皮姊〉设定为寒冰王撰写的性转同人小说中的世界，这个世界中的角色与《探險活寶》的主要角色性别相反，其中的女孩——寶妹，对应原本的阿寶、而魔法猫——皮姊，对应原本的老皮、口香糖王子对应泡泡糖公主、而冰霸皇后对应冰霸王。这一集的灵感来自剧组故事板画师娜塔莎·阿莱格里在业余时间绘制的性转角色作品。制作团队吸收了她的创意，在这些角色基础上创作出完整的一集故事。通常每集的片头曲为潘得顿·沃德演唱，但这一集使用了阿莱格里演唱的改编版本。寶妹和皮姊的设定广受欢迎，在第五季再次登场。剧集之后又引入了其他多个角色的性转版本，还衍生出了独立的漫画及周边产品。
这一季还首次将粉丝创作的同人作品角色纳入剧情。在此之前，沃德曾告知观众，虽然自己喜欢在网络和邮件交流中阅读观众创作的同人作品，但不会将其中角色加入《探險活寶》原作。然而最终他同意接受一个14岁女孩甘娜·吉尔莫（Gunnar Gilmore）创作的角色“咪喵”。这一角色是一只职业杀手猫，在第三季第16集〈老皮對上咪喵〉中登场。吉尔莫是佛罗里达州奥兰治城人，创作了这一角色后展示给自己的母亲看。她的母亲随后把画作转交到加利福尼亚州伯班克的卡通频道工作室。沃德认为这只猫“太可爱了”，同意将其加入作品中。这一集的片头标题画面就直接使用了吉尔莫的原作。这也是沃德唯一一次在这部作品中加入粉丝创作的角色。
該季继续由卡通频道工作室和弗雷德瑞特工作室共同制作，制作过程与前两季类似。制作团队与卡通频道的沟通不依赖文字剧本，直接“通过故事板和短片”交流，以“图像视觉”为主导。制作过程亦主要聚焦于故事板创作，不写文字剧本。每一集首先根据编剧的构思创作二至三页的剧本大纲，涵盖剧情的主要信息。随后交给故事板团队根据大纲完善故事，撰写对白，绘制故事板，将大纲扩充为完整的故事情节。故事板完成后交给制作人和卡通频道，根据其建议修改，然后进行配音。团队之后会完成润色、背景设计和上色工作。大部分动画内容是由韩国首尔的草稿工作室（Rough Draft Studio）或塞罗动画工作室（音译）制作。动画制作完成后送回美国作最后的修改，增添音效，补充配音。
該季中故事板创作和编剧团队的主要成员有：亚子·卡斯图埃拉、汤姆·赫皮奇、亚当·穆托、芮貝卡·薛格、杰西·莫纳汉、伯特·約恩（Bert Youn）、肯特·奥斯本、索姆雷·瑟亞馮（Somvilay Xayaphone）、潘得顿·沃德和娜塔莎·阿莱格里等人。沃德在一次采访中称团队成员中很多人都有创作独立漫画的经历，因此将类似的“有趣”“艺术”风格带入这一季。他称第三季故事板画师“真的很聪明”，在这一季中加入了很多“奇异的精神元素”，与第一季相比“层次更高”。

## 主要演员
前两季的主要配音演员在該季中悉数回归，包括老牌配音员約翰·迪·馬吉歐（饰演老皮等角色）、汤姆·肯尼（饰演冰霸王等角色）和海登·沃尔什（饰演泡泡糖公主），以及年轻演员杰里米·沙达（饰演阿寶）和奥莉薇亚·奥尔森（饰演艾薇爾）。1997年出生的杰里米·沙达之前正处于变声期，自这一季开始声音逐渐稳定下来。沃德本人在剧中饰演腫泡泡公主等角色，前故事板创作团队成员尼基·杨在剧中饰演游戏机嗶莫，并以韩语为杰克的女友彩虹独角兽小姐配音。沃德母亲贝蒂·沃德（Bettie Ward）的好友波莉·露·利文斯顿（Polly Lou Livingston）继续为樹鼻妹一角配音。第三季末首次引入火燄公主一角，由杰西卡·迪西可配音。这一角色在之后两季成为常驻角色之一。配音时，剧组成员会聚在一起共同完成录音，而非像其他动画一样每人单独录制自己的台词再剪辑到一起。沃尔什曾表示剧集的录音过程“类似剧本围读”。这种录音方式使得人物对白更加自然，其效果也获得好评。
本季邀请了诸多演员、歌手等艺人客串配音。傑姬·布斯卡里諾在〈美麗國〉中再次客串蘇珊一角，还在〈口愛大作戰〉中为「口愛王」配音。〈記憶的記憶〉中，喜剧演员史蒂夫·阿基为艾薇爾的前男友艾許配音，儿童演员艾娃·艾克絲则饰演幼年的艾薇爾。艾克丝的姐姐伊莎貝拉·艾克絲在〈太年轻〉一集中继续饰演13岁的泡泡糖公主，贾斯汀·罗伊兰在本集为新角色檸檬公爵配音，这一角色在第四季中回归。配音员史蒂夫·李特在〈巫師大作戰〉中饰演阿巴克丹尼尔一角。在〈寶妹與皮姊〉一集中，寶妹由玛德琳·马丁配音，皮姊由罗兹·瑞安配音，而格蕾·德莱勒饰演了冰霸皇后，尼尔·帕特里克·哈里斯则为口香糖王子配音。〈蘋果賊〉一集有瑞奇·富尔切尔和羅恩·林奇两位演员的客串。创作型搞怪歌手「怪人奧爾」揚科維奇参与了〈夢幻新疆界〉一集，为其中香蕉人配音。这一角色原计划交给喜剧演员喬納森·卡茨，但由于档期安排冲突而未能实现，剧组于是最终选择了扬科维奇。另外还有彼得·布朗加特参与了〈紙彼特〉一集，格雷格·特金顿客串了〈另一條路〉一集，山姆·马林（Sam Marin）出演了〈鬼娃公主〉一集。在季终集〈火燄公主〉中，配音员基斯·大卫为首次登场的火焰国王一角献声。此外，汤姆·肯尼、迪·布拉雷·貝克爾、瑪莉亞·班福德、史蒂夫·李特和肯特·奥斯本等人也在剧中为多个小角色配音。

## 播出和反响

### 收视
第三季于2011年7月11日首播，首集〈口愛大作戰〉吸引268.6万观众收看，比前一季首播集和季终集都有所上涨。这一集比前一年同一档期收视率有明显提升，各年龄段收视人数涨幅达13%-40%。第三季第9集〈寶妹與皮姊〉于2011年9月15日播出，获得热烈反响，收视观众数达到331.5万，创下《探險活寶》开播以来的最高纪录，也是卡通频道同一时间段自2011年起的最高收视纪录。季终集〈火燄公主〉于2012年2月13日播出，其6-11岁男孩观众人数在当周所有电视节目中排名第一。

### 争议
第三季〈少了什麼〉一集中有情节暗示泡泡糖公主和艾薇爾曾经有过一段恋情。艾薇爾在故事中对泡泡糖公主唱出“想吸走那漂亮粉红脸蛋上的色彩”，还称“我只是你的一个麻烦”，“我不应该主动与你和好，但为何我想这么做”，并对她怒吼“我读不懂你的心思”。故事最后揭示公主一直珍藏着艾薇爾送她的T恤，把它当作贴身睡衣穿。观众认为这些情节表明两人关系已经超过普通的友谊，暗示她们可能曾是前女友。該集播出后，制作方弗雷德瑞特工作室在YouTube上传了一部影片，收录了該集幕后制作花絮和制作团队的评论。评论中称「艾薇爾喜欢泡泡糖公主的程度比她愿意承认的还要多一点」，并问观众「你们觉得她俩⋯⋯在一起怎么样？」影片获得观众的热情回应，但工作室很快将这部视频撤下，而〈少了什麼〉一集在重播中仍然正常播出。工作室创始人兼《探險活寶》执行制片人弗雷德·塞伯特发表致歉声明，称此举是因为观众的过度臆测和「大尺度的同人作品」。
弗雷德瑞特工作室的这一做法引起争议，许多观众对此表示不满。女性主义杂志发文称赞这一集「以微妙而复杂的方式处理女性的同性欲望」，但对工作室撤下视频的做法提出质疑。文中认为，《探險活寶》描写了男女之间的浪漫感情，但对同性之间的美好恋情却遮遮掩掩，这种差异对待仿佛同性恋情是「正常人不该看到的东西」。沃德之后在采访中“无意评论此事”，还称“乐于见到同人作品中各种角色之间出人意料的配对”。此外，创作团队成员娜塔莎·阿莱格里常在网络上创作这两个角色之间的浪漫场景，这一集的主创之一芮貝卡·薛格也称「这一集看起来似乎是有关友谊，但我本来希望这一集讲的是真诚。艾薇爾在这一瞬间⋯⋯卸下心防，说出了真相。」为艾薇爾配音的奥莉薇亚·奥尔森之后在2014年的一次签售会中向现场观众坦言，沃德曾告诉自己这两个角色确实设定为前女友的关系，但播出《探險活寶》的国家中仍有一些认为同性恋非法，受此限制无法在剧中正面描写两人的恋情。

### 评价和获奖
第三季播出后获得广泛好评。网络杂志《偏锋》评论人麦克·勒舍瓦利耶（Mike LeChevallier）为本季打出三星半（满分四星）的高度评价。他在评论中称其“故事叙述、艺术设计、音乐、配音”都值得给出高分。他称其故事流畅而宜人、场景设计“如梦似幻”，在儿童节目中“无与伦比”；其中音乐与整体风格相得益彰，营造了合适的氛围而又不喧宾夺主；他还认为本季中的角色设计新颖而不花哨，配音表演也在可爱和情感变化中找到微妙的平衡，让观众获得完全的满足。勒舍瓦利耶认为整部剧“毫不费力”就能吸引观众的注意，称这一季不落俗套，剧情出人意料而不草率随意。同时他也指出剧集受时间限制，有时难免会给观众留下未尽之感。家庭媒体网站撰稿人泰勒·福斯特（Tyler Foster）“极力推荐”这一季，在评论其DVD和蓝光套装时为剧集内容给出满分五星的评价。他认为第三季在前两季的基础上充实丰满了其中的角色，“不仅有趣，而且温暖、深刻，给人以情感上的满足”。福斯特认为这一季保持了《探險活寶》一贯“诡异而有趣的幽默感、富有创意的视觉效果和激发灵感的内涵”。同时他继前两季之后再次对套装中的音频压缩质量提出意见，但称对总体质量影响不大。

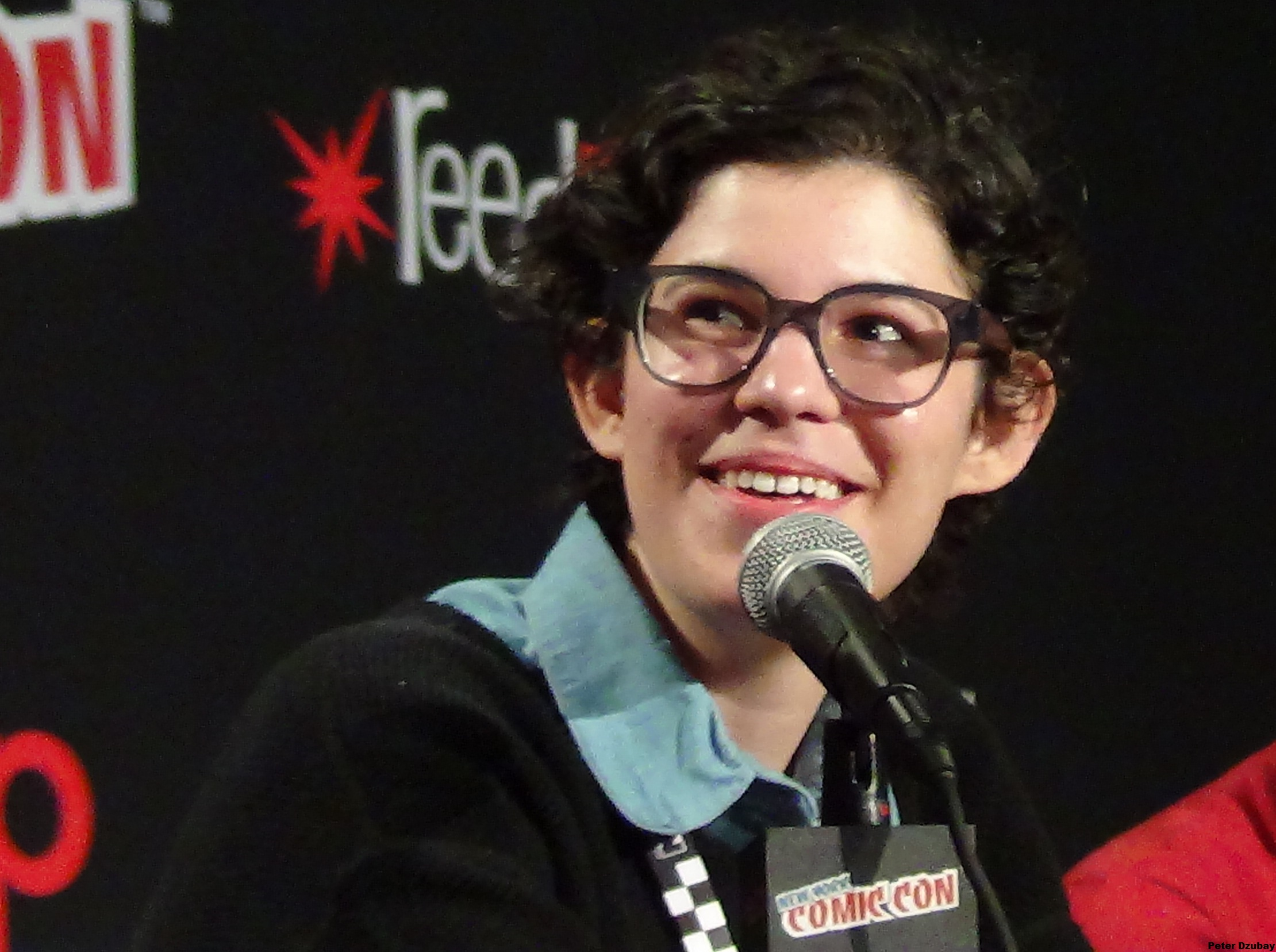
故事板画师芮貝卡·薛格凭借本季获得一项安妮奖提名

这一季中的〈寶妹與皮姊〉一集尤其获得好评，得到观众的热情响应。〈少了什麼〉一集中艾薇爾对泡泡糖公主唱的歌曲《我只是你的麻烦》在观众中也反响热烈。福斯特认为这两集是全季的“绝对亮点”。沃德本人则“尤其为〈多謝你〉一集感到自豪”，称整部剧集虽然以阿寶和老皮为主角，但这一集的亮点在于能暂时忘记他们，转而关注这个世界中的其他生物。
《探險活寶》第三季在动画界奖项第39届安妮奖中获得两项提名，其中〈谢谢你〉一集提名“最佳动画特别制作”，芮貝卡·薛格凭借在本季中的贡献提名“电视类最佳故事板创作”，但最终都没能获奖。〈太年轻〉一集则获得了电视界奖项第64届黄金时段艾美奖“最佳短篇动画节目”的提名，也未能获奖。2011年9月，卡通频道在加利福尼亚州伯班克地区的影院放映了〈谢谢你〉一集，以获得奥斯卡奖的报名资格。这一集成为第84屆奧斯卡金像獎“最佳动画短片”的45部候选短片之一，但未能进入最终的提名名单。这一集还参加了2013年日舞影展，角逐其“最佳动画短片”的奖项，最终没有获奖。

## 集數
| 總集數 | 集數 （季） | 標題                | 導演          | 編劇和分鏡創作                          | 首播日期       | 製作 代碼        | 美國收視人數 （百萬） |
| --- | ----------- | ------------------- | ------------- | --------------------------------------- | -------------- | ---------------- | --------------------- |
| 53 | 1           | 口愛大作戰          | 賴瑞·萊奇力特 | 亚子·卡斯图埃拉、汤姆·赫皮奇            | 2011年7月11日  | 1008-053         | 2.69                  |
| 阿寶和老皮偶遇了自称“邪恶”的口愛王（傑姬·布斯卡里諾配音）。口愛王和他的大军潜入两人的家中想杀害他们。兩人很快发现这一群士兵太过可爱，完全没有任何杀伤力，于是决定假装失败战死，以满足口愛王的自尊，并教会他利用自己可爱的强项战胜对手。 |             |                     |               |                                         |                |                  |                       |
| 54 | 2           | 鬼影戰士            | 賴瑞·萊奇力特 | 亚当·穆托、芮貝卡·薛格                  | 2011年7月18日  | 1008-054         | 1.78                  |
| 阿寶和老皮误入一个鬼魂角斗场不能脱身，必须击败所有的角斗士鬼魂才能离开。掌管角斗场的战斗王用杀戮的欲望控制了阿寶，老皮则一直靠唱歌来鼓舞士气。阿寶在战斗中险些杀害老皮，但最终揭示这只是他骗取战斗王信任的手段。 |             |                     |               |                                         |                |                  |                       |
| 55 | 3           | 記憶的記憶          | 賴瑞·萊奇力特 | 亚子·卡斯图埃拉、汤姆·赫皮奇            | 2011年7月25日  | 1008-057         | 2.26                  |
| 艾薇爾意外中了自己的催眠咒，於是阿寶和老皮潜入她的精神唤醒她。两人在她的回忆中遇到幼年的艾薇爾和她的玩伴泰迪熊，了解到她曾被前男友艾許（史蒂夫·阿吉配音）伤害，随后发现艾許利用他们抹除她的记忆，欺骗她与自己复合。最终阿寶帮助艾薇爾再次认清了艾許的真面目。 |             |                     |               |                                         |                |                  |                       |
| 56 | 4           | 職業打手            | 賴瑞·萊奇力特 | 杰西·莫纳汉、伯特·約恩                  | 2011年8月1日   | 1008-055         | 2.27                  |
| 阿寶和老皮将冰霸王禁足，冰霸王于是想雇用一个职业打手教训他们，但却因误会而雇成了杀手。冰霸王目睹了杀手要杀死阿寶和老皮，于是出面干预解救了二人。 |             |                     |               |                                         |                |                  |                       |
| 57 | 5           | 太年輕              | 賴瑞·萊奇力特 | 汤姆·赫皮奇、杰西·莫纳汉                | 2011年8月8日   | 1008-059         | 2.09                  |
| 泡泡糖公主变成13岁（伊莎贝拉·艾克丝配音）之后，柠檬公爵（贾斯汀·罗伊兰配音）来篡夺了她的王位。公爵在糖果王国横行霸道，阿寶和小公主想用恶作剧把他赶走，两人一起玩耍，感情越发深厚。但公主最终选择变回原來的樣子，放弃了和阿寶之间的情愫以及趁年轻随心所欲的权利，夺回了王位。 |             |                     |               |                                         |                |                  |                       |
| 58 | 6           | 腫泡泡翹家          | 賴瑞·萊奇力特 | 肯特·奥斯本、索姆雷·瑟亞馮              | 2011年8月15日  | 1008-056         | 2.24                  |
| 在腫泡泡公主父母的请求下，阿寶和老皮前去寻找离家出走的公主。两人遇到一群遭到怪兽袭击的村民，却发现怪兽正是腫泡泡公主。她讲述了自己出走过程中的经历，坦承自己假装怪兽以获取村民的食物。最终，腫泡泡公主离开了村庄回到家中。 |             |                     |               |                                         |                |                  |                       |
| 59 | 7           | 強迫交朋友          | 賴瑞·萊奇力特 | 肯特·奥斯本、索姆雷·瑟亞馮              | 2011年8月22日  | 1008-060         | 2.29                  |
| 冰霸王用药水冻住了阿寶和老皮，想要藉此和他们培养友谊。阿寶于是尝试通过脑电波联系星际怪兽来解救他们，最终召唤来了一群蝴蝶。冰霸王决定给他们解冻，但意外把自己也冰冻住了。 |             |                     |               |                                         |                |                  |                       |
| 60 | 8           | 巫師大作戰          | 賴瑞·萊奇力特 | 亚子·卡斯图埃拉、杰西·莫纳汉            | 2011年8月29日  | 1008-061         | 2.30                  |
| 冰霸王参加了一场巫师之战的比赛，大赛的获胜奖励是泡泡糖公主的一个吻。阿寶于是决定伪装成巫师参赛，结识了不愿吻公主的巫师阿巴克丹尼尔（Abracadaniel，史蒂夫·李特配音），决定帮助他获胜。最终阿寶成为最后的冠军，获得了公主的吻，但也因作弊而被她打了一巴掌。 |             |                     |               |                                         |                |                  |                       |
| 61 | 9           | 寶妹與皮姊          | 賴瑞·萊奇力特 | 亚当·穆托、芮貝卡·薛格                  | 2011年9月5日   | 1008-058         | 3.32                  |
| 人类女孩寶妹（玛德琳·马丁配音）和魔法猫皮姊（罗兹·瑞安配音）代替阿寶和老皮成为本集主角。口香糖王子（尼尔·帕特里克·哈里斯配音）带寶妹约会，邀请她参加舞会。寶妹和皮姊到了舞会之后发现这是冰霸皇后（格蕾·德莱勒配音）的计谋，联手击败了她，解救出遭她绑架的口香糖王子。寶妹也认识到真实的自己。本集最后揭示整个故事都是冰霸王写的性转同人小说。 |             |                     |               |                                         |                |                  |                       |
| 62 | 10          | 少了什麼            | 賴瑞·萊奇力特 | 亚当·穆托、芮貝卡·薛格                  | 2011年9月26日  | 1008-062         | 2.19                  |
| 一个门神偷走了大家的珍贵物品，只有乐队的歌曲才能战胜他。于是阿寶表演節奏口技，老皮演奏中提琴，泡泡糖公主演奏嗶莫的芯片音乐、艾薇爾演奏電貝斯，组成乐队一同为门神演唱。最终众人发现表现内心真实的情感才能打动门神，在歌声中表达了互相之间的感情。 |             |                     |               |                                         |                |                  |                       |
| 63 | 11          | 蘋果賊              | 賴瑞·萊奇力特 | 汤姆·赫皮奇、伯特·約恩                  | 2011年10月3日  | 1008-067         | 2.00                  |
| 樹鼻妹的苹果被人偷走，阿寶和老皮于是展开调查帮她寻找苹果，却意外卷入两个团伙的地下交易。最终樹鼻妹在柜子中找到了被喜鹊偷走的苹果。 |             |                     |               |                                         |                |                  |                       |
| 64 | 12          | 惡靈入侵            | 賴瑞·萊奇力特 | 亚子·卡斯图埃拉、杰西·莫纳汉            | 2011年10月17日 | 1008-070         | 2.03                  |
| 阿寶、老皮、泡泡糖公主等六人受邀到城堡参加化装舞会。神秘的鬼魂主人将来宾一个个杀死，大家开始寻找凶手。阿寶随后坦白这是自己的恶作剧，但假死的众人却真的融化了，事件超出他的控制。最后老皮和彩虹独角兽小姐承认这些是他们将计就计戏弄阿寶的把戲。芬恩还见到一个无法解释的绿色幽灵。 |             |                     |               |                                         |                |                  |                       |
| 65 | 13          | 殭屍感染症          | 賴瑞·萊奇力特 | 肯特·奥斯本、索姆雷·瑟亞馮              | 2011年10月24日 | 1008-064         | 2.22                  |
| 泡泡糖公主研究僵尸时再次意外失控，整个糖果王国的居民和她自己都被感染成僵尸，仅有阿寶、老皮、腫泡泡公主和彩虹独角兽小姐幸存。四人被困在城堡中，根据公主留下的配方制造解药却屡屡失败。最终公主的宠物老鼠「科学」帮助阿寶配成了解药。 |             |                     |               |                                         |                |                  |                       |
| 66 | 14          | 美麗國              | 賴瑞·萊奇力特 | 亚当·穆托、芮貝卡·薛格                  | 2011年11月7日  | 1008-065         | 1.92                  |
| 蘇珊来寻求阿寶和老皮的帮助，希望他们帮她从敌人手中夺回她的家园「美麗國」。三人在地下管道中穿行，抵达敌人的巢穴，发现对方是被恶魔附身的水上玩具。三人最终协作点亮了灯塔，战胜了恶魔。 |             |                     |               |                                         |                |                  |                       |
| 67 | 15          | 孤立無援            | 賴瑞·萊奇力特 | 亚子·卡斯图埃拉、杰西·莫纳汉            | 2011年11月14日 | 1008-066         | 2.48                  |
| 一只邪恶的鹿打昏了阿寶，踩断了他的双腿。阿寶在六个月之后醒来，却发现整个糖果王国只剩下他和杰克两人。老皮因头部受伤已精神失常，认为所有人躲起来是为他准备一个惊喜晚会。阿寶发现其他居民都躲在下水道中，展开调查，发现正是邪恶的鹿将所有人囚禁在这里。最终老皮精神恢复，两人联手击败鹿。 |             |                     |               |                                         |                |                  |                       |
| 68 | 16          | 老皮對上咪喵        | 賴瑞·萊奇力特 | 亚当·穆托、芮貝卡·薛格                  | 2011年11月21日 | 1008-071         | 2.26                  |
| 一个刺客咪喵要刺杀野莓公主（瑪莉亞·班福德配音），她钻进老皮的鼻子威胁要毒杀他，逼迫他对公主下手。老皮努力想要解决危机，却仍然中了咪喵注射的毒药，最终靠魔法能力才得以康复，公主也毫发未伤。 |             |                     |               |                                         |                |                  |                       |
| 69 | 17          | 多謝你              | 賴瑞·萊奇力特 | 汤姆·赫皮奇                             | 2011年11月23日 | 1008-063         | 2.33                  |
| 一只独居的雪怪在外出觅食时受到火燄狐狸的攻击，之后意外发现一只迷路的火燄狐狸幼崽，把他带回了家，两人体质冰火不容却结下了深厚的友谊。雪怪随后为了把火燄狐狸送回他位于火焰山的家中，险些在路上融化。最终火燄狐狸回来看望雪怪，学会了和平共处。 |             |                     |               |                                         |                |                  |                       |
| 70 | 18          | 夢幻新疆界          | 賴瑞·萊奇力特 | 汤姆·赫皮奇、伯特·約恩                  | 2011年11月28日 | 1008-072         | 2.39                  |
| 老皮做了一个预知梦，梦到自己在太空见到一个香蕉人（「怪人奧爾」揚科維奇配音）后窒息而死。阿寶努力防止这个梦境变成现实，两人却真的遇到了香蕉人和他的宇宙飞船，一切似乎都按照梦境的方向发展，但老皮却没有死。阿寶最后下定决心要一直陪在老皮身旁，以防止他死掉。 |             |                     |               |                                         |                |                  |                       |
| 7172 | 1920        | 歡樂的秘密          | 賴瑞·萊奇力特 | 肯特·奥斯本、索姆雷·瑟亞馮              | 2011年12月5日  | 1008-0681008-069 | 2.51                  |
| 阿寶和老皮意外找到了冰霸王的影像日记，偷看里面的内容，想要揭露他的邪恶秘密。冰霸王发现他们在看神秘录像带，也想参与到其中，发现是自己的日记后试图夺回。阿寶和老皮在录像带中了解了冰霸王的日常生活和他的身份背景，发现他曾是一位人类考古学家賽門·派翠克夫，戴上王冠后精神受其控制而逐渐失常，其视如公主的未婚妻贝蒂也离他而去。王冠的魔力拯救了他的生命，使他获得了冰雪魔法，也让他完全失去理智变成如今的冰霸王，忘记了之前的记忆。阿寶和老皮从此开始对他产生恻隐之心。 |             |                     |               |                                         |                |                  |                       |
| 73 | 21          | 艾薇爾的衣櫃        | 賴瑞·萊奇力特 | 亚子·卡斯图埃拉、杰西·莫纳汉            | 2011年12月12日 | 1008-073         | 2.50                  |
| 阿寶和老皮来到艾薇爾的家门口等她回家，玩捉迷藏却不小心进入她的家中。两人于是躲进她的衣柜，不小心窥到了她的生活。两人想趁她不注意悄悄离开，却还是被她发现。艾薇爾毫不介意，还坦承自己经常潜入他们家中偷窥他们。 |             |                     |               |                                         |                |                  |                       |
| 74 | 22          | 紙彼特              | 賴瑞·萊奇力特 | 肯特·奥斯本、索姆雷·瑟亞馮              | 2012年1月16日  | 1008-075         | 待公布                |
| 老皮在图书馆学习彩虹独角兽一族的历史，阿寶自己玩耍时遇到了书页人和他们的首领紙彼特（彼得·布朗加特配音）。书页人秘密守护整座图书馆，阿寶帮助他们解决了摩尔多人的袭击，结束了两个种族之间的战争。 |             |                     |               |                                         |                |                  |                       |
| 75 | 23          | 另一條路 (探險活寶) | 賴瑞·萊奇力特 | 汤姆·赫皮奇、伯特·約恩                  | 2012年1月23日  | 1008-076         | 待公布                |
| 阿寶的脚受了伤，无法忍受小丑护士的爱心疗法，于是决心按照自己的方法，寻找独眼巨人的眼泪来治疗。一路上，他拒绝听从「无路可走」的建议，坚持按自己的道路前行，抵达终点却也造成了各种麻烦。最终找到了魔法眼泪，治好了脚伤也挽回了自己制造的过错。 |             |                     |               |                                         |                |                  |                       |
| 76 | 24          | 鬼娃公主            | 賴瑞·萊奇力特 | 亚子·卡斯图埃拉、杰西·莫纳汉            | 2012年1月30日  | 1008-077         | 待公布                |
| 阿寶和老皮遇到了鬼公主（瑪莉亞·班福德配音），帮她调查她前世的死因，以了结她这一世，送她进入极乐世界。鬼公主在调查中爱上了另一只鬼魂克拉伦斯（山姆·马林配音），发现两人在前世便是情侣。克拉伦斯生前在战争中误杀了鬼公主的前世战士公主，悲伤过度吞芝士而死。两只鬼魂了解死因之后共同升上了极乐世界。 |             |                     |               |                                         |                |                  |                       |
| 77 | 25          | 皮老爹的地窖        | 賴瑞·萊奇力特 | 娜塔莎·阿莱格里、亚当·穆托、潘得頓·沃德 | 2012年2月6日   | 1008-078         | 2.60                  |
| 阿寶和老皮发现他们已逝的父亲皮老爹（肯特·奥斯本配音）留下的一段全息錄像，称他为了训练爱哭的阿寶学会坚强，给他设计了一座地窖。两人进入地下城探险，阿寶因为養父總说他爱哭而不开心，最终了解到養父一直为自己骄傲，战胜了各种挑战拿到了惡魔血之剑。 |             |                     |               |                                         |                |                  |                       |
| 78 | 26          | 火燄公主            | 賴瑞·萊奇力特 | 亚当·穆托、芮貝卡·薛格                  | 2012年2月13日  | 1008-074         | 待公布                |
| 阿寶因始终放不下泡泡糖公主而心碎，老皮为了抚慰他找到火焰国王（基斯·大卫配音），希望介绍火燄公主（杰西卡·迪西可配音）和他认识。老皮意外激怒了性格暴躁的火焰公主，火燄公主追到他们家中。阿寶在雨中救了她，两人自此相识。阿寶也开始对她产生好感。 |             |                     |               |                                         |                |                  |                       |

## 家庭媒体
第三季播出后，华纳家庭娱乐曾发行数套DVD，收录了其中的部分集数。卡通频道在其官方商店销售这些DVD套装，iTunes Store和亚马逊也提供了第三季全集供观众下载。
2014年2月25日，华纳和卡通频道发行了第三季全集的DVD套装和蓝光套装。至3月9日时，第三季的DVD和蓝光套装共售出40,933件，其中包含32,056件DVD和8,577件蓝光套装。
| 探險活寶：第三季完整版                                           |                                                                  | | |
| 套装内容和格式                                                   | 套装内容和格式                                                   | 特别收录 | 特别收录 |
| - 全部26集 - 2碟套装 - 1.78:1 宽高比 - 英文字幕 - 英语杜比立体声 | - 全部26集 - 2碟套装 - 1.78:1 宽高比 - 英文字幕 - 英语杜比立体声 | - 全部26集评论音轨： - 由潘得顿·沃德、芮貝卡·薛格、亚当·穆托、汤姆·赫皮奇、科尔·桑切斯、杰西·莫纳汉、宋维莱·沙雅蓬、伯特·尹和肯特·奥斯本录制 - 短片《最初构思如何变成〈探險活寶〉》 - 潘得顿·沃德、亚当·穆托和肯特·奥斯本出镜 - 乐高积木版节目介绍 | - 全部26集评论音轨： - 由潘得顿·沃德、芮貝卡·薛格、亚当·穆托、汤姆·赫皮奇、科尔·桑切斯、杰西·莫纳汉、宋维莱·沙雅蓬、伯特·尹和肯特·奥斯本录制 - 短片《最初构思如何变成〈探險活寶〉》 - 潘得顿·沃德、亚当·穆托和肯特·奥斯本出镜 - 乐高积木版节目介绍 |
| 发行日期                                                         |                                                                  | | |
| 区域1                                                            | 区域4                                                            | 区域A | 区域B |
| 2014年2月25日                                                    | 2014年3月5日                                                     | 2014年2月25日 | 2014年3月5日 |